# Miasto Vršac
Miasto Vršac (serb. Grad Vršac / Град Вршац) – jednostka administracyjna w Serbii, w Wojwodinie, w okręgu południowobanackim. W 2018 roku liczyła 49 270 mieszkańców.